# Polygamie au Bénin
La polygamie au Bénin  est un régime matrimonial où un homme est lié, au même moment, à plusieurs conjointes. La polygamie est une pratique courante en Afrique depuis des siècles, c’est donc un fait de société.

## Historique
La polygamie est considérée comme un signe d'aisance, et de puissance car elle est censée reflète la capacité de l'homme polygame à nourrir et à vêtir ses femmes et nombreux enfants qui habitent sous le même toit[réf. nécessaire].

## Législation
Depuis 2004, la nouvelle version du Code des personnes et de la famille interdit un tel régime matrimonial conformément à la Lois L2002-07- Loi no 2002-07 portant code des personnes et de la famille. La pratique perdure néanmoins.

## Raisons ou causes
Les raisons poussant certains hommes à avoir plusieurs femmes sont nombreuses. Elles varient selon les cultures et dépendent principalement de contraintes sociales.
Dans certaines régions du Bénin — particulièrement en milieu rural — la nécessité d’avoir de nombreux enfants afin de répondre au besoin de main d’œuvre est la raison principale invoquée. Plus spécifiquement, au sein de certains couples, l’infertilité (ou plus simplement l’incapacité à un certain moment) peut amener un homme à prendre une seconde épouse afin de répondre à cette recherche d’une progéniture ou celle d'un héritier garçon. D’autres causes peuvent être avancées, comme le manque d'attention des femmes après le mariage, les problèmes conjugaux, et surtout l’influence de la famille ou des amis,.
Cette pratique — encore bien ancrée dans certaines régions du Bénin — est également recherchée par certaines femmes qui semblent y être favorables, alors que les féministes luttent pour rompre avec celle-ci,.

## Conséquence ou impacts
Pratique ancestrale, acceptée par l'Islam, la polygamie reste un sujet compliqué à expliquer, car pour certains, elle consolide les liens de la famille mais pour d'autres, elle provoque la discorde et la pauvreté. Par ailleurs, elle est considérée comme source de plusieurs problèmes par les plus jeunes notamment aux dépenses importantes, aux disputes incessantes, ayant des répercussions sur la vie de la famille et l'avenir des enfants.